# 5151 Weerstra
5151 Weerstra este un asteroid din centura principală, descoperit pe 29 septembrie 1973, de Cornelis i Ingrid van Houtenowie și Tom Gehrels.